# تاکائو ۶۱۰۴
سیارک ۶۱۰۴ (به انگلیسی: 6104 Takao، نامگذاری:1993HZ) شش هزار و صد و چهارمین سیارک کشف شده‌است که در ۱۶ آوریل ۱۹۹۳ کشف شد.
قدر مطلق سیارک برابر ۱۲٫۶۰ است.